# Brent Kinsman
Brent Kinsman (Los Angeles, 13 novembre 1997) è un attore statunitense.

## Biografia
Fratello gemello di Shane Kinsman, ha fatto il suo debutto cinematografico a 5 anni interpretando Nigel Baker in Una scatenata dozzina, e nel 2005 ha lavorato anche nel sequel Il ritorno della scatenata dozzina.
Anche suo fratello Shane ha lavorato nei film di Una scatenata dozzina.
È inoltre noto per aver interpretato Preston Scavo nella serie televisiva Desperate Housewives nelle prime 4 stagioni perché nella quinta è sostituito da Max Carver.

## Filmografia parziale

### Cinema
- Una scatenata dozzina (Cheaper by the Dozen), regia di Shawn Levy (2003)
- Il ritorno della scatenata dozzina (Cheaper by the Dozen 2), regia di Adam Shankman (2005)

### Televisione
- E.R. - Medici in prima linea (1 episodio, 2003)
- Desperate Housewives (2004-2012)

## Doppiatori italiani
- Ruggero Valli in Una scatenata dozzina, Il ritorno della scatenata dozzina
- Alex Polidori in Desperate Housewives - I segreti di Wisteria Lane